# Altdorf (Basse-Bavière)
Pour les articles homonymes, voir Altdorf.
Altdorf est une commune de Bavière (Allemagne), située dans l'arrondissement de Landshut, dans le district de Basse-Bavière.